# Adil Aouchiche
Adil Aouchiche (Le Blanc-Mesnil, 15 de julho de 2002) é um futebolista francês que atua como meia-atacante. Atualmente joga no Aberdeen, emprestado pelo Sunderland.
Ganhou a Bola de Prata da Copa do Mundo FIFA Sub-17 de 2019.

## Carreira
Estreou com a equipe principal em 30 de agosto de 2019, na vitória por 3–0 sobre o Metz pela Ligue 1. Ele entrou como substituto de Leandro Paredes aos 65 minutos, tornou-se o jogador mais jovem da história do Paris Saint-Germain a iniciar uma partida da Ligue 1, aos 17 anos e 46 dias.

## Estatísticas
Atualizado até 12 de fevereiro de 2020.

### Clubes
| Equipe              | Temporada         | Campeonato nacional | Campeonato nacional | Copa nacional | Copa nacional | Competições continentais | Competições continentais | Total | Total |
| Equipe              | Temporada         | Jogos               | Gols                | Jogos         | Gols          | Jogos                    | Gols                     | Jogos | Gols  |
| ------------------- | ----------------- | ------------------- | ------------------- | ------------- | ------------- | ------------------------ | ------------------------ | ----- | ----- |
| Paris Saint-Germain | 2019–20           | 1                   | 0                   | 2             | 1             | 0                        | 0                        | 3     | 1     |
| Total na carreira   | Total na carreira | 1                   | 0                   | 2             | 1             | 0                        | 0                        | 3     | 1     |

### Seleção Francesa
Expanda a caixa de informações para conferir todos os jogos deste jogador, pela sua seleção nacional.
Sub-16
|     | Data                | Local                                           | Resultado | Adversário | Gol(s) | Competição |
| --- | ------------------- | ----------------------------------------------- | --------- | ---------- | ------ | ---------- |
| 1.  | 27 de março de 2018 | Stade Maxime Bossis, Montaigu                   | 1–3       | Portugal   | 0      | Amistoso   |
| 2.  | 29 de março de 2018 | Stade Maxime Bossis, Montaigu                   | 8–1       | Haiti      | 0      | Amistoso   |
| 3.  | 31 de março de 2018 | Stade Maxime Bossis, Montaigu                   | 3–2       | Argentina  | 0      | Amistoso   |
| 4.  | 2 de abril de 2018  | Stade Maxime Bossis, Montaigu                   | 0–1       | Inglaterra | 0      | Amistoso   |
| 5.  | 24 de abril de 2018 | Stadio Communale, Rizzato                       | 0–3       | Itália     | 0      | Amistoso   |
| 6.  | 26 de abril de 2018 | Stadio Communale, Mazzano                       | 1–2       | Itália     | 0      | Amistoso   |
| 7.  | 5 de maio de 2018   | Estádio Municipal da Coutada, Arcos de Valdevez | 2–1       | Portugal   | 0      | Amistoso   |
| 8.  | 7 de maio de 2018   | Estádio Municipal da Coutada, Arcos de Valdevez | 4–0       | Bélgica    | 1      | Amistoso   |
| 9.  | 9 de maio de 2018   | Complexo do Fão, Fão                            | 3–0       | Suíça      | 0      | Amistoso   |
| 10. | 22 de maio de 2018  | Stade Joncourt, Chauny                          | 2–3       | Alemanha   | 0      | Amistoso   |

Sub-17
|     | Data                   | Local                                            | Resultado | Adversário    | Gol(s) | Assist. | Competição                |
| --- | ---------------------- | ------------------------------------------------ | --------- | ------------- | ------ | ------- | ------------------------- |
| 1.  | 25 de outubro de 2018  | MOSiR Stadium, Ząbki                             | 4–0       | Luxemburgo    | 1      | 0       | Elim. Europeu Sub-17 2019 |
| 2.  | 28 de outubro de 2018  | Stadion RKS Ursus, Varsóvia                      | 2–1       | Finlândia     | 0      | 0       | Elim. Europeu Sub-17 2019 |
| 3.  | 31 de outubro de 2018  | MOSiR Stadium, Ząbki                             | 3–1       | Polónia       | 1      | 0       | Elim. Europeu Sub-17 2019 |
| 4.  | 4 de dezembro de 2018  | Stade Pierre Pibarot, Alès                       | 3–0       | Itália        | 0      | 0       | Amistoso                  |
| 5.  | 6 de dezembro de 2018  | Stade Michel-Platini, Clairefontaine-en-Yvelines | 1–2       | Itália        | 0      | 0       | Amistoso                  |
| 6.  | 5 de fevereiro de 2019 | Pinatar Arena, San Pedro del Pinatar             | 0–0       | Escócia       | 0      | 0       | Amistoso                  |
| 7.  | 7 de fevereiro de 2019 | Pinatar Arena, San Pedro del Pinatar             | 2–3       | Inglaterra    | 0      | 0       | Amistoso                  |
| 8.  | 6 de março de 2019     | Stade Pierre Pibarot, Alès                       | 4–1       | Dinamarca     | 2      | 0       | Amistoso                  |
| 9.  | 26 de março de 2019    | Sports Center of FA of Serbia, Stara Pazova      | 2–0       | Suécia        | 0      | 0       | Elim. Europeu Sub-17 2019 |
| 10. | 29 de março de 2019    | Sports Center of FA of Serbia, Stara Pazova      | 1–0       | Sérvia        | 0      | 0       | Elim. Europeu Sub-17 2019 |
| 11. | 1 de abril de 2019     | Zemun Stadium, Zemun                             | 3–0       | Eslováquia    | 1      | 0       | Elim. Europeu Sub-17 2019 |
| 12. | 16 de abril de 2019    | Stade Pierre Pibarot, Alès                       | 1–0       | Turquia       | 0      | 0       | Amistoso                  |
| 13. | 18 de abril de 2019    | Stade Michel-Platini, Clairefontaine-en-Yvelines | 3–1       | Turquia       | 0      | 0       | Amistoso                  |
| 14. | 3 de maio de 2019      | City Calling Stadium, Longford                   | 1–1       | Inglaterra    | 1      | 0       | Europeu Sub-17 2019       |
| 15. | 6 de maio de 2019      | Tallaght Stadium, Dublin                         | 4–2       | Suécia        | 3      | 0       | Europeu Sub-17 2019       |
| 16. | 9 de maio de 2019      | UCD Bowl, Dublin                                 | 2–0       | Países Baixos | 1      | 0       | Europeu Sub-17 2019       |
| 17. | 12 de maio de 2019     | Tallaght Stadium, Dublin                         | 6–1       | Tchéquia      | 4      | 0       | Europeu Sub-17 2019       |
| 18. | 16 de maio de 2019     | UCD Bowl, Dublin                                 | 1–2       | Itália        | 0      | 0       | Europeu Sub-17 2019       |
| 19. | 27 de outubro de 2019  | Estádio da Serrinha, Goiânia                     | 2–0       | Chile         | 0      | 1       | Copa do Mundo Sub-17 2019 |
| 20. | 30 de outubro de 2019  | Estádio da Serrinha, Goiânia                     | 3–1       | Coreia do Sul | 0      | 0       | Copa do Mundo Sub-17 2019 |
| 21. | 2 de novembro de 2019  | Estádio da Serrinha, Goiânia                     | 2–0       | Haiti         | 0      | 1       | Copa do Mundo Sub-17 2019 |
| 22. | 6 de novembro de 2019  | Estádio da Serrinha, Goiânia                     | 4–0       | Austrália     | 0      | 2       | Copa do Mundo Sub-17 2019 |
| 23. | 11 de novembro de 2019 | Estádio Olímpico, Goiânia                        | 6–1       | Espanha       | 1      | 2       | Copa do Mundo Sub-17 2019 |
| 24. | 14 de novembro de 2019 | Bezerrão, Gama                                   | 2–3       | Brasil        | 0      | 1       | Copa do Mundo Sub-17 2019 |
| 25. | 17 de novembro de 2019 | Bezerrão, Gama                                   | 3–1       | Países Baixos | 0      | 0       | Copa do Mundo Sub-17 2019 |

## Títulos
Paris Saint-Germain
- Campeonato Francês: 2019–20

### Prêmios individuais
- Equipe do torneio do Campeonato Europeu Sub-17 de 2019[3]
- 60 jovens promessas do futebol mundial de 2019 (The Guardian)[4]
- Bola de Prata da Copa do Mundo FIFA Sub-17 de 2019

### Artilharias
- Campeonato Europeu Sub-17 de 2019 (9 gols)[5]